# Hieracium rossicum
Hieracium rossicum — вид рослин з родини айстрових (Asteraceae), поширений у Естонії, Литві, Латвія, Росії, можливо, Білорусі.

## Поширення
Поширений у Естонії, Литві, Латвія, Росії, можливо, Білорусі.